# Andreas Karczewski
Andreas Karczewski (* 15. August 1965 in Gießen) ist ein deutscher Radiomoderator, Discjockey und Musikjournalist.

## Leben
Andreas Karczewski arbeitete zwischen Anfang 1984 und Ende 1987 als Discjockey in verschiedenen Diskotheken in Mittelhessen. Seine Karriere als Radiomoderator begann am 18. Mai 1987 bei Gong FM (Regensburg). Seit 1990 legte Karczewski – neben seiner Tätigkeit als Radiomoderator – bei Disco-Partys und Events in Hessen auf.
Im August 1989 wechselte Karczewski zurück in sein Heimatland Hessen und war Moderator und Musikredakteur der ersten Stunde beim hessischen Privatsender Hit Radio FFH; von September 1992 bis Januar 1994 leitete er zusätzlich die Musik-Redaktion des Senders. Von November 2000 bis April 2013 war Karczewski Moderator des (neben Planet Radio) dritten Senders aus dem Hause FFH, harmony.fm.
Karczewski war zwischen 1993 und 2000 auch Mitglied der Jury beim Rockfestival der Frankfurt Sparkasse 1822, baute im Jahr 2000 das Musikarchiv der On-Air-Promotion von Sat.1 auf und moderiert seit 2003 bei RadioViaMobile, dem Veranstaltungsradio der Messe Frankfurt und Martin Hecht. Zwischen 2006 und 2011 war Karczewski Mitgesellschafter, Moderator, Redakteur und Produzent der Firma „sendefertig GbR“. Von April 2007 bis Februar 2010 war er für Formatdesign, Musikauswahl, Aufbau der digitalen Rotation und Musikplanung für die Webradio-Programme „Jazz“, „Schlagerkult“ und „Hits für Kids“ bei FFH-Digital verantwortlich.
Seit Ende Mai 2013 ist Karczewski Leiter der Musikredaktion bei 105’5 Spreeradio in Berlin.